# Anatol Petritski
Anatoli Halaktiónovich Petritski  (en ucraniano: Анатолій Галактіонович Петрицький; Kiev, 12 de febrero de 1895 - Kiev, 6 de marzo de 1964) fue un pintor, escenógrafo y diseñador de libros soviético ucraniano.

## Biografía
Petritski nació en la familia de un ferroviario. De 1912 a 1918 estudió en la Escuela de Arte de Kiev, donde fue aprendiz de Vasil Krichevski. Al mismo tiempo, estudió en el taller de Oleksandr Murashko. En 1916 debutó como escenógrafo; fue artista principal del Teatro Joven, Les Kurbas (1917-1919) y completó la mayoría de las representaciones teatrales, entre ellas Otoño, Cándida, Campana inundada y Vértep de Navidad.
En 1927, fue uno de los fundadores (junto con los escritores Geo Shkurupi, Dmitri Buzk, Leonid Skripnik, Oleksi Poltoratski y Oleksi Vlizko y el artista Vadim Meller) de la organización futurista Nueva Generación.
Petritski fue el artista principal del primer Teatro Dramático Estatal de la República Socialista Soviética de Ucrania y del drama musical ucraniano en Kiev, y también diseñó libros y revistas. Se unió a las asociaciones literarias Estudio blanco (1918) y Flamenco (1919).
El cuadro Discapacitado de Petritski se presentó en la Bienal de Venecia de 1930, recibió una alta calificación y luego viajó a Estados Unidos durante varios años como parte de una exposición de pinturas, muchas de las cuales fueron escritas por la prensa europea.
Petritski murió el 6 de marzo de 1964 y fue enterrado en el cementerio de Baikove de Kiev. Su lápida era de bronce, obra de la escultora Halina Kalchenko y se instaló en 1970. 
Más de 500 obras de escenografía de Petritski pertenecen a la colección del Museo de Teatro, Música y Cine de Ucrania. Además, algunas de sus obras se conservan en el Museo Nacional de Arte de Ucrania.